# Russellöarna

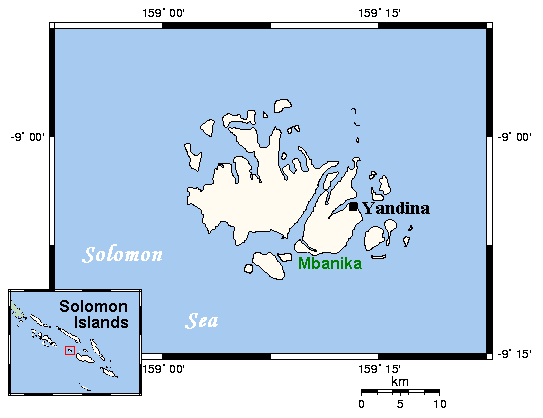
Russellöarna

Russellöarna (engelska: Russell Islands) är två små öar, samt flera holmar av vulkaniskt ursprung, i provinsen Central, Salomonöarna. De ligger cirka 48 km nordväst om Guadalcanal. Öarna är delvis täckta av kokosnötplantage och har en kopra- och oljefabrik i Yandina. Yandina har också grundläggande verksamheter som en affär, postkontor och flygplats. Lavukalfolket bor på dessa öar. Deras språk är lavukaleve. Det finns också en bosättning med polynesier, ditflyttade från Tikopia, som bor i Nukufero på västra sidan av den största ön Pavuvu. I Yandina kommer människor från hela Salomonöarna för att arbeta på plantagen. Förutom sitt modersmål talar de salomonisk pijin och lingua franca.
År 1943, som en del av de amerikanska militära operationerna under andra världskriget, ockuperades öarna av amerikanska trupper. Rester av den amerikanska närvaron, såsom betongplattor och stora metallskjul för förvaring, existerar fortfarande.
Yandinas polisstation var skådeplatsen för en av de första händelserna kring de senaste etniska spänningarna där en grupp män stormade vapenförrådet och stal några kraftfulla vapen och ammunition. Gruppen som var inblandad blev känd som Guadalcanal Revolutionary Army och senare som Isatabu Freedom Movement.
Yandina är platsen för en RAMSI-post.
Havuna Primary School och Yandina Community High School ligger i Russellöarna.